# Оболонь-А

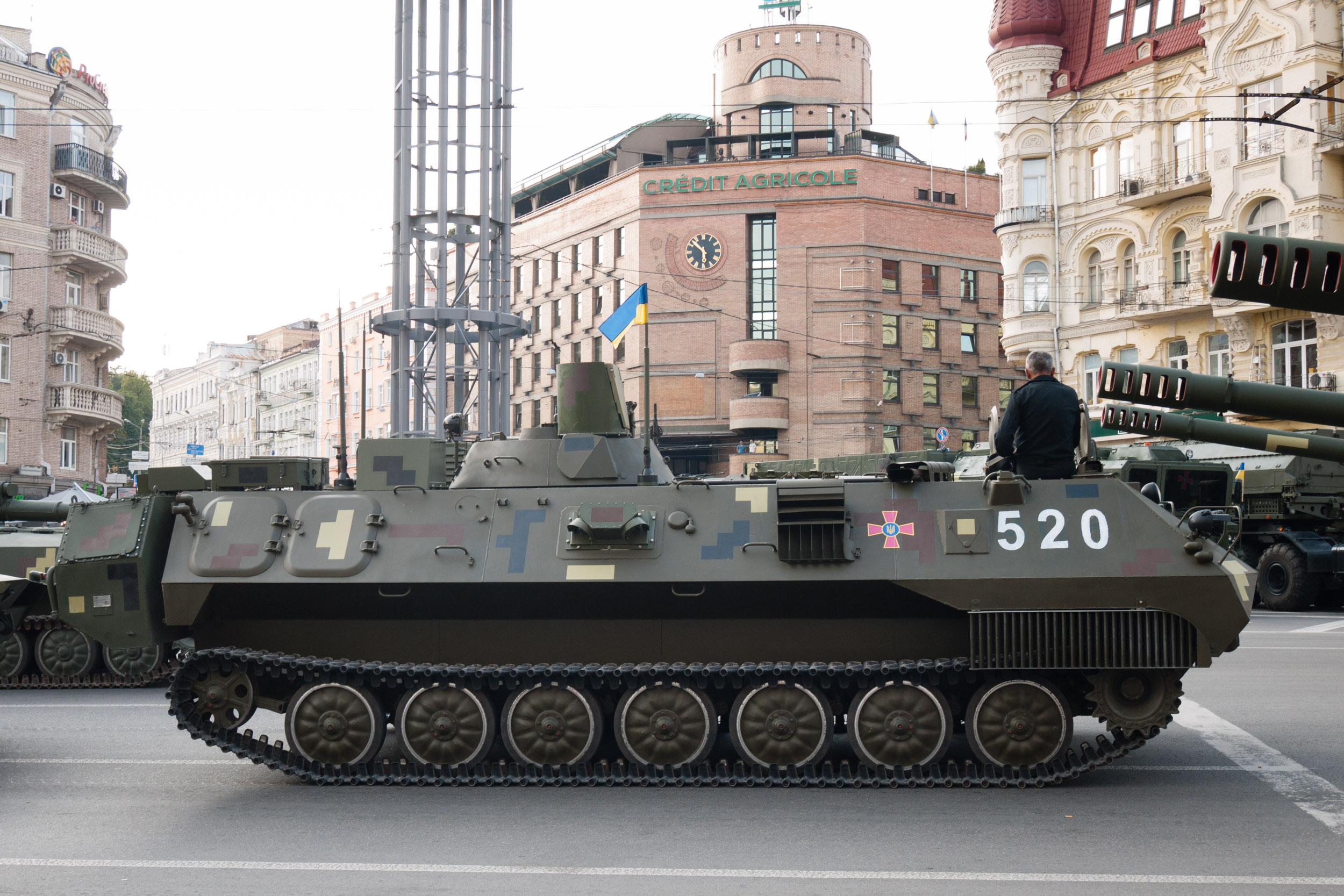
1В26-1 «Оболонь-А», машина старшого офіцера батареї. 2018.

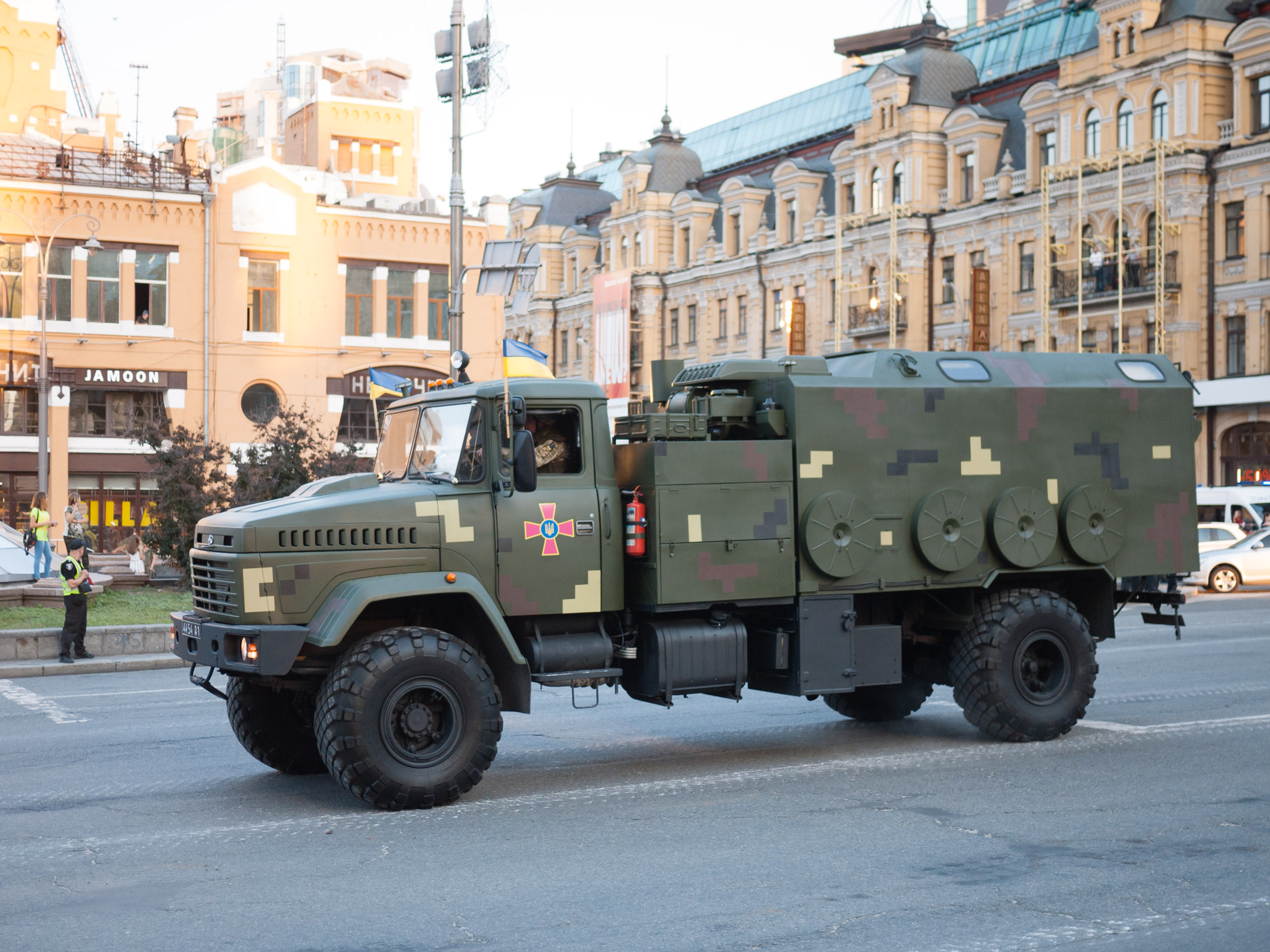
1В126П-2 «Оболонь-А», машина начальника штабу дивізіону. 2018.

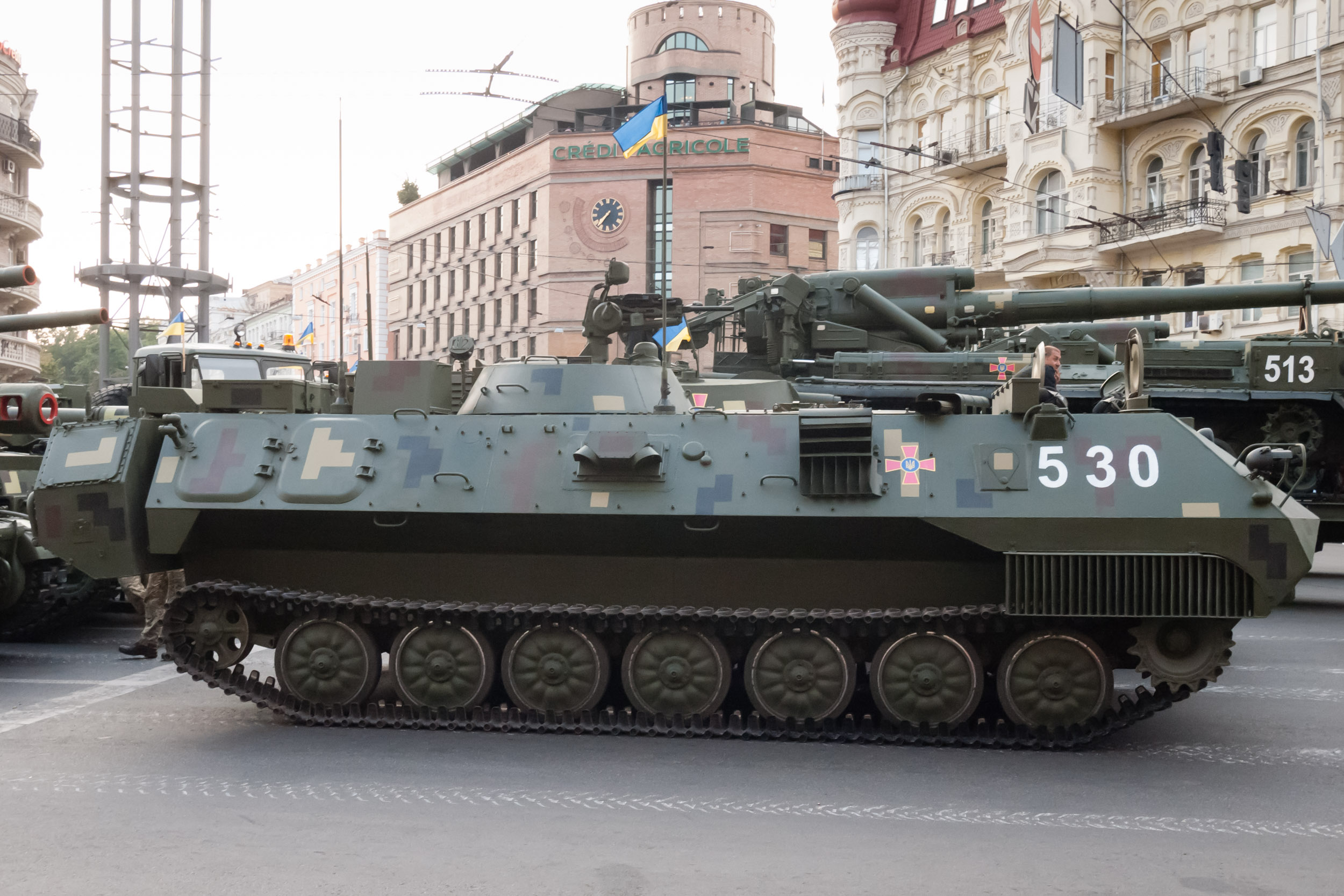
1В25-1 «Оболонь-А», машина командира батареї. 2018.

КАУ «Оболонь-А» — перспективний комплекс автоматизованого управління артилерійськими батареєю та дивізіоном. Розробляється Львівським державним заводом «Лорта».
До складу комплексу, який забезпечує артилерійський дивізіон, входять 8 машин. Серед них: машина командира дивізіону, командира батареї (1В25-1), старшого офіцера (1В26-1) і начальника штабу дивізіону (1В126П-2).
Станом на 2019 рік, тривають державні випробування.

## Історія
На різних виставках у 2015—2017 роках демонструвалась машина старшого офіцера батареї на базі тягача МТ-ЛБу та машина начальника штабу дивізіону на колісному шасі (авто КрАЗ).
Машина на шасі МТ-ЛБ комплексу «Оболонь-А» брала участь у військовому параді на честь Незалежності України в серпні 2018 року.
Станом на весну 2019 року, тривали випробування. 3 травня 2019 було повідомлено, що комплекс завершить державні випробування в червні 2019 року.
У лютому 2021 року Український мілітарний портал повідомив про модернізацію комплексу: машина 1В26-1 отримала новий панорамний приціл ― триканальну оптично-електрону станцію, в якій є телевізійний та тепловізійний канали, далекомір та кутовий привід високої точності. Приціл здатен виявляти цілі вдень на відстані до 15 км.
В жовтні 2021 року стало відомо, що на додачу до варіантів для гусеничної техніки на базі МТ-ЛБ та колісної на базі КрАЗ було запропоновано створити варіант на шасі тактичних броньованих колісних машин «Дозор-Б».

## Склад
Комплекс складається з чотирьох типів машин:
- командира дивізіону
- начальника штабу дивізіону — 1В126П-2.
- командира батареї — 1В25-1.
- старшого офіцера батареї — 1В26-1.

Машина старшого офіцера батареї призначена для виконання таких основних завдань:
- збір даних про батарею і отримання бойових завдань;
- підготовка вогневих позицій батареї до ведення вогню і прив'язка вогневої позиції батареї;
- підготовка стрільби і управління вогнем батареї;
- корегування вогню.

Апаратура, встановлена на машині, дає змогу виконувати всі розрахунки та артилерійські завдання, які повинні проводитися для підготовки стрільби батареєю. Для цього в машині є п'ять комп'ютеризованих робочих місць. Причому комп'ютери шведського виробництва, військового зразка, а програмне забезпечення вітчизняне — розробка фахівців «Львівського науково-дослідного радіотехнічного інституту».
Важливим компонентом машини є комплексна система топогеодезичної прив'язки, яка складається не тільки з системи супутникової навігації GPS, а й високоточної інерційної системи оригінальної розробки, ядром якої є гірокурсовказівник американського виробництва. Для автоматизованого обліку метеорологічних чинників у вирішенні розрахункових артилерійських завдань машина забезпечена автоматизованим метеокомплектом виробництва одеського АТ «Елемент».
Зв'язок артилеристів забезпечується як у голосовому, так і телекодовому режимах. Для цього служить УКХ-радіостанції Р-030У і портативні радіостанції Р-002ПП виробництва одеського ТОВ «Телекарт-Прилад». Внутрішній зв'язок і комутація розроблені спеціально для цього комплексу тернопільським радіозаводом «Оріон».
Крім того, машина оснащена приладом радіохімічної розвідки, що дає можливість екіпажу самостійно проводити радіаційно-хімічну розвідку. Машина також оснащена всіма необхідними системами життєзабезпечення — двома кондиціонерами, і має автономну систему живлення у вигляді дизель-генератора. Система може працювати як від основного двигуна, допоміжного електроагрегата, так і протягом 40 хвилин від акумулятора.
Комплекс працює у зв'язці з комплексом звукометричної розвідки 1АР1 «Положення-2», комплексом радіолокаційної розвідки «Зоопарк-3» та безпілотними літальними апаратами, які використовуються для розвідки та корегування вогню артилерії.
За словами військових переозброєння на «Оболонь-А» дасть змогу зменшити тривалість циклів управління вдвічі та підвищити ефективність бойового застосування артилерії на 15-20 %.

## Галерея

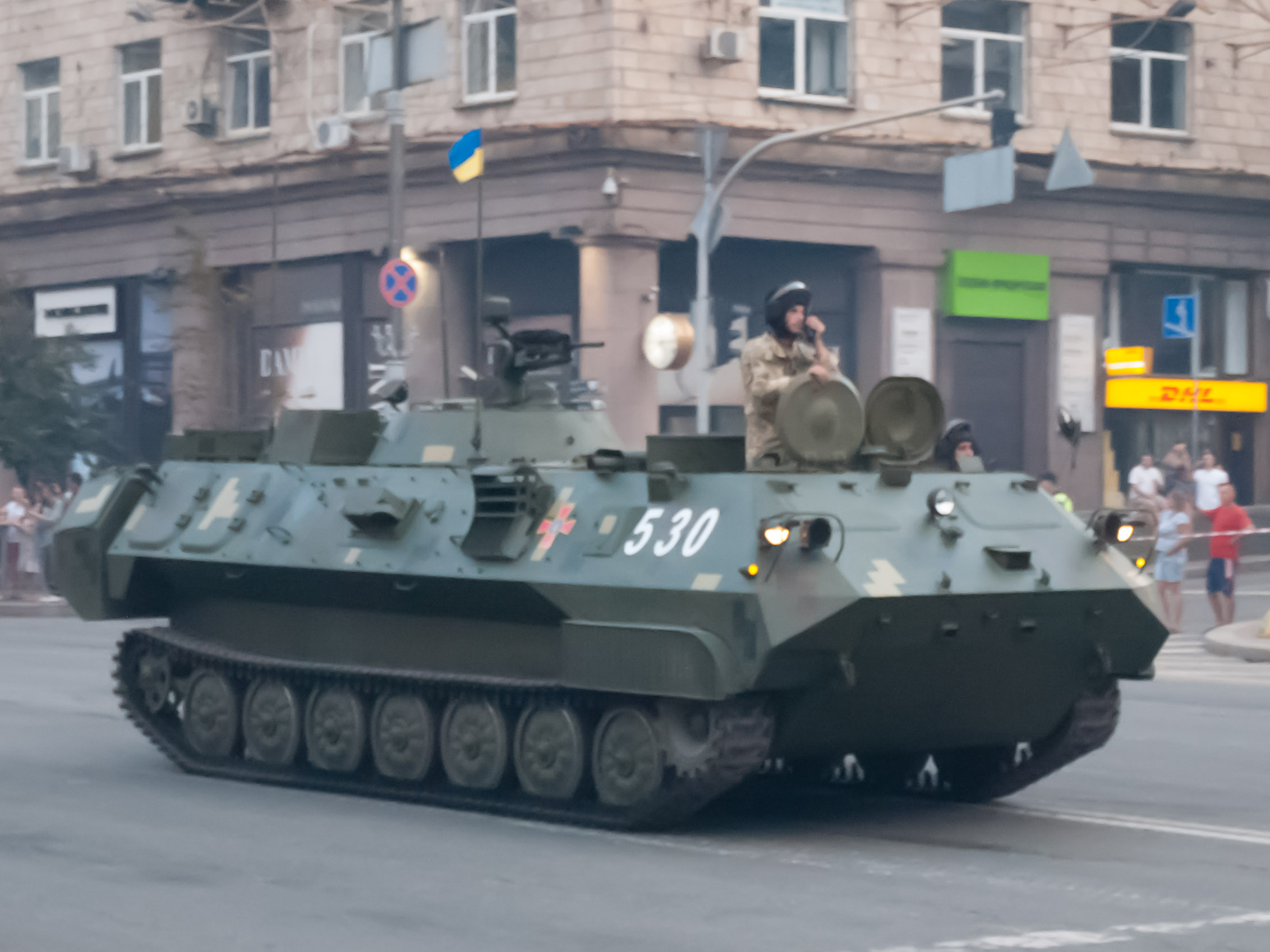
1В25-1
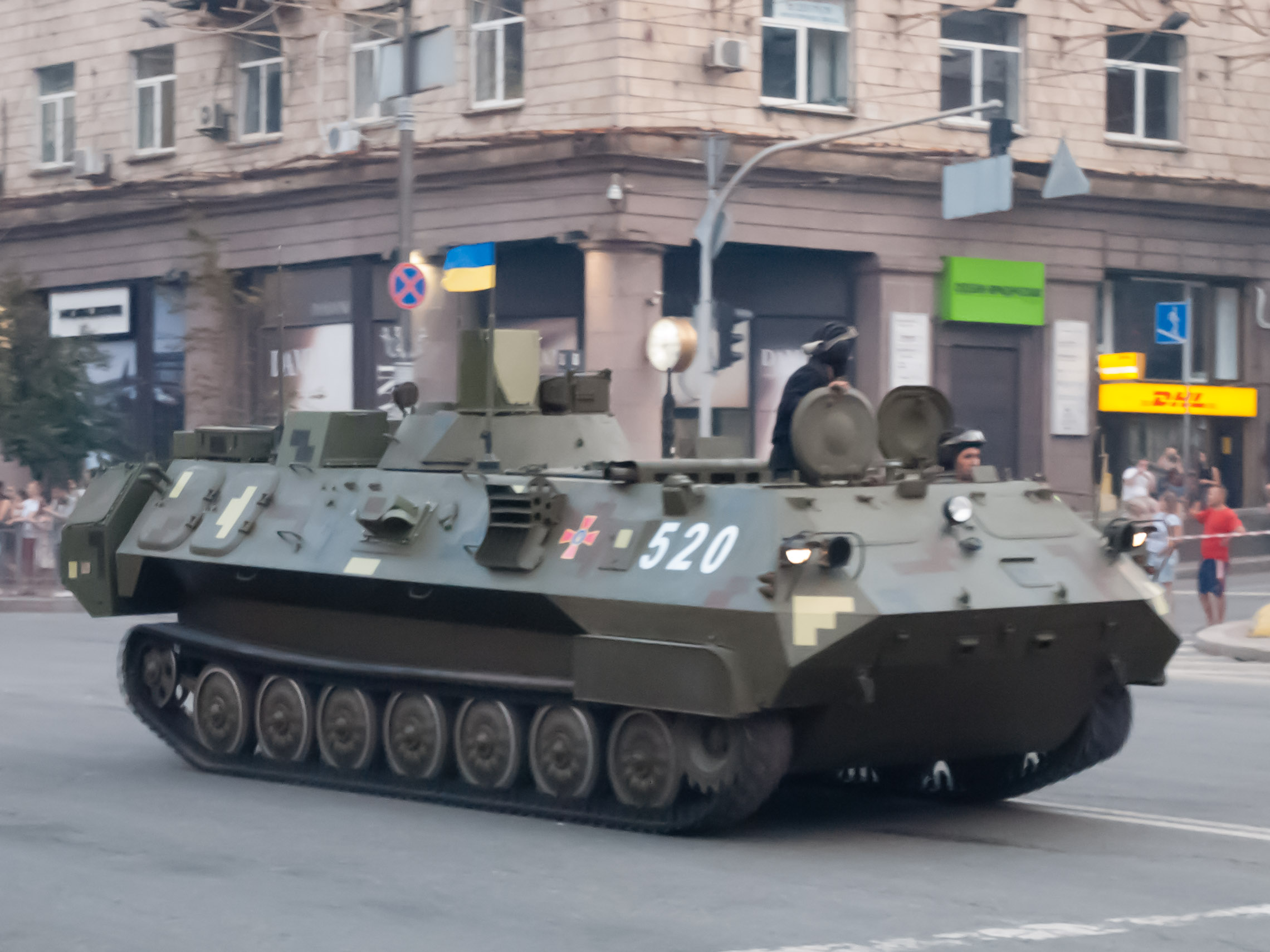
1В26-1
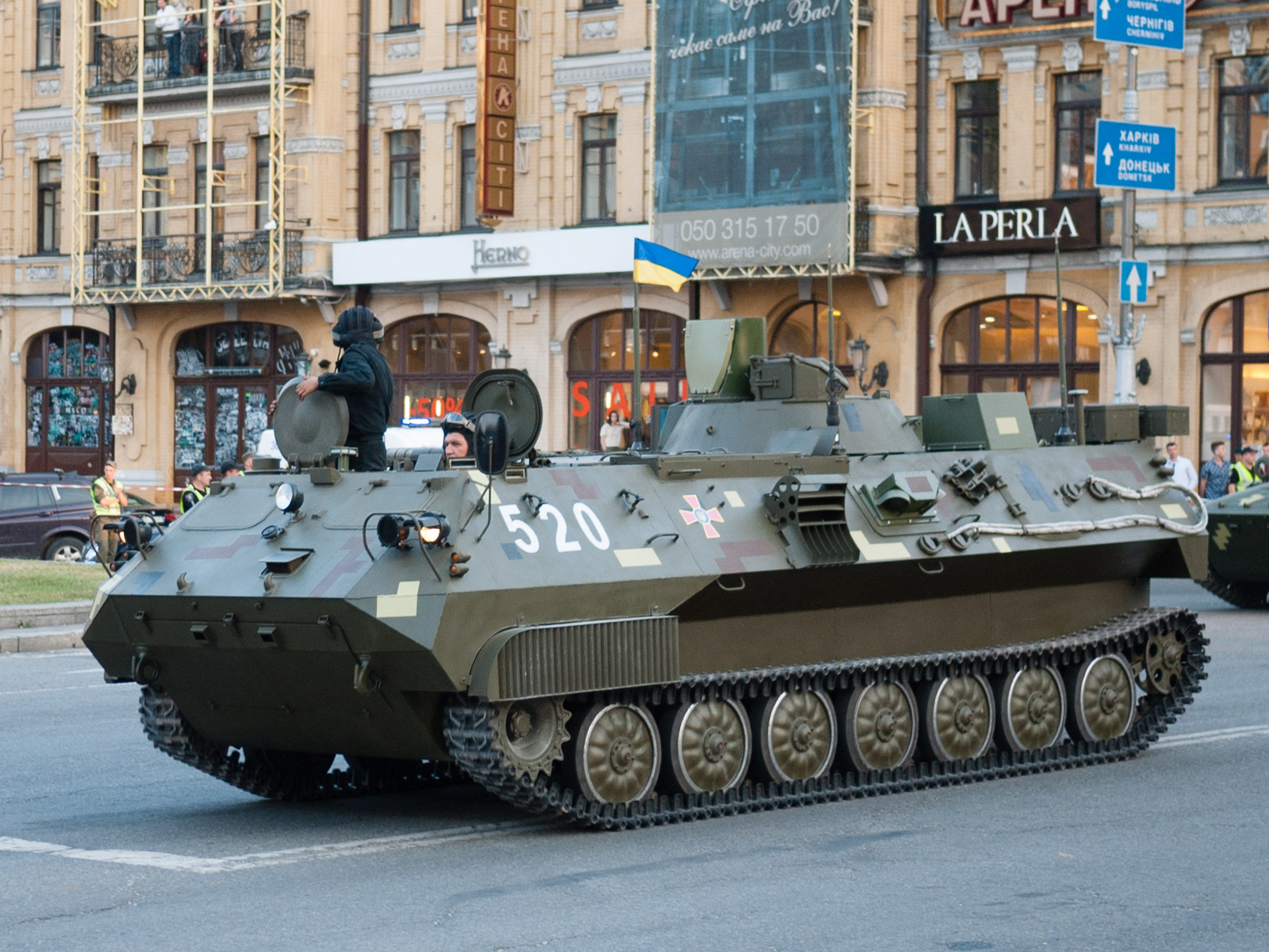
1В26-1
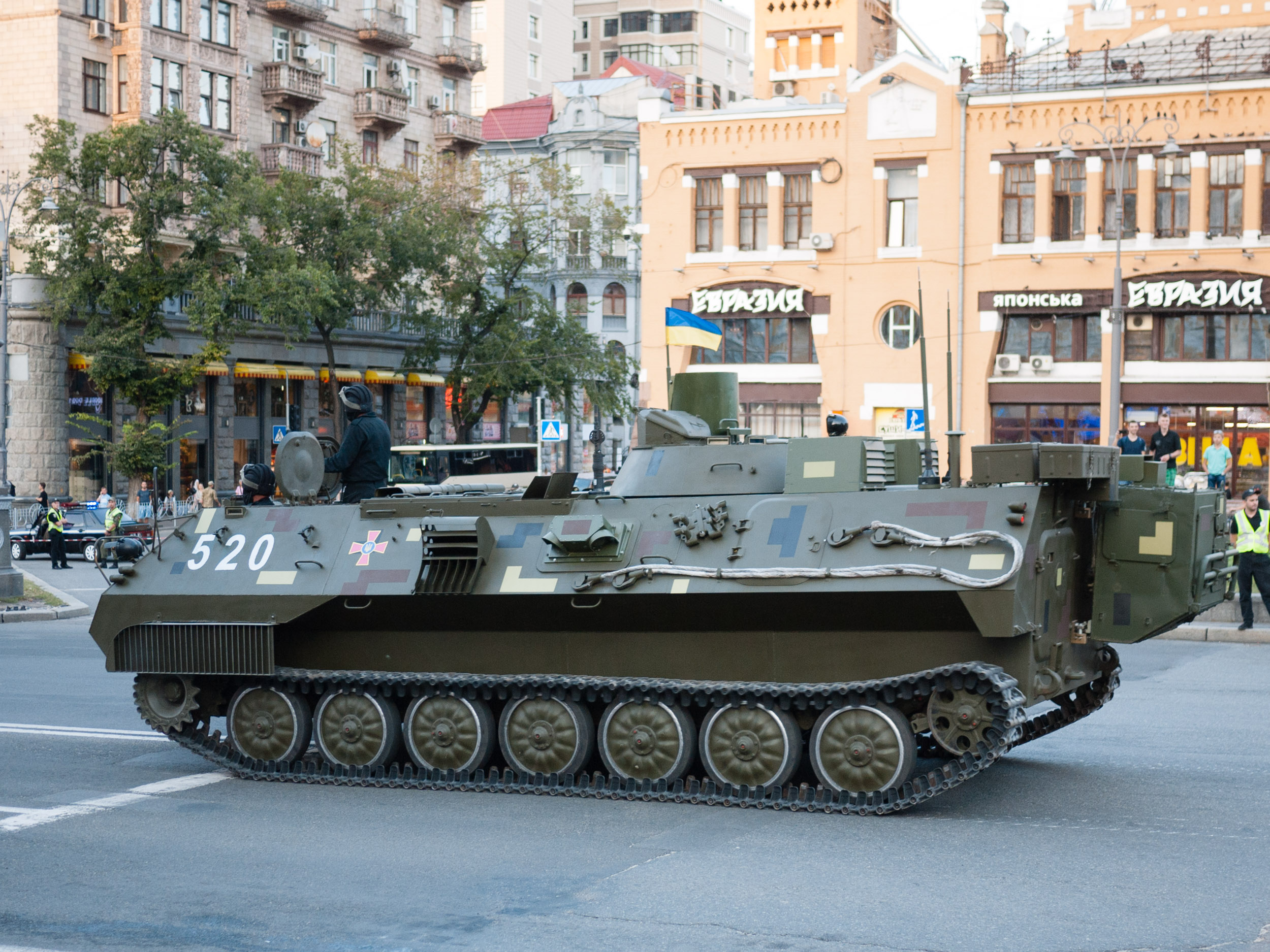
1В26-1